# Nhân vật giải trí
Nhân vật giải trí, người mua vui, chiêu đãi viên hay tiếp viên là một người hành nghề mang niềm vui, sự thư giãn và hạnh phúc đến cho mọi người.

## Đặc trưng
Nhân vật giải trí có thể biểu diễn trên sân khấu, trên sóng truyền hình, hoặc đơn giản là bày trò mua vui cho đám trẻ con tại các buổi tiệc tùng.

## Ví dụ
Các ví dụ về nhân vật giải trí có thể kể đến như:
- Chú hề
- Ảo thuật gia
- Người dẫn chương trình
- Diễn viên
- Nghệ sĩ hài
- Nghệ sĩ âm nhạc
- Thảm họa V-pop[1]
- Giang hồ mạng[2]